# Meglio così (Zero Assoluto)
Meglio così è un singolo del gruppo musicale italiano Zero Assoluto, pubblicato il 25 giugno 2007 come secondo estratto dal secondo album in studio Appena prima di partire.

## Descrizione
Terza traccia dell'album, nel testo del brano viene citato il libro Ho voglia di te di Federico Moccia.
Con questo singolo gli Zero Assoluto hanno partecipato all'edizione 2007 del Festivalbar.

## Video musicale
Il videoclip, diretto da Cosimo Alemà, ruota intorno a due ambienti distinti. Nel primo vediamo gli Zero Assoluto cantare il pezzo, accompagnati dal loro gruppo. Nel secondo invece assistiamo a una serie di scene quotidiane di una coppia appena svegliata. Lui, interpretato da Antonio Ianniello, sembra che si stia preparando per andare al lavoro, fino a quando non raggiunge gli Zero Assoluto, appena in tempo per eseguire l'assolo di chitarra.
All'inizio del video, prima che cominci Meglio così si ascoltano alcune note della ghost track dell'album Appena prima di partire.